# Liste des plus hauts gratte-ciel d'Asie
 (janvier 2025).
Cet article dresse une liste des plus hauts gratte-ciel asiatiques, avec la hauteur (en mètre), l'année de construction et le nombre d'étages.

## Méthodologie
La liste suivante est basée sur les critères suivants :
- Les structures considérés sont des gratte-ciel, c’est-à-dire des immeubles de grande hauteur dont la moitié de la hauteur au minimum est composée d'espaces utilisables. Les tours auto-portantes (Tokyo Sky Tree), mâts de radio-diffusion, piles de pont, ou cheminée d'usine (Centrale thermique d'Ekibastouz 2) ne sont pas pris en compte.
- La hauteur prise en compte est la hauteur structurelle de l'édifice, c’est-à-dire comprenant les flèches éventuelles. La hauteur du toit peut être moindre ; les antennes ne faisant pas partie du gratte-ciel à proprement parler ne sont pas incluses.
- À hauteur égale, les bâtiments sont classés de préférence par nombre d'étages décroissant, puis par année de construction décroissante, puis par ordre alphabétique.
- Géographiquement, ne sont pris en compte que les immeubles situés sur le continent asiatiques. Les limites de ce continent étant mal définies, les choix suivants ont été faits :
  - Les bâtiments situés en Russie ne sont pas inclus,
  - Les pays du Moyen-Orient ne le sont pas non plus.

## Liste des gratte-ciel asiatiques construits
| Place | Nom                                                 | Ville             | Pays         | Année | Hauteur (m) | Étages |
| ----- | --------------------------------------------------- | ----------------- | ------------ | ----- | ----------- | ------ |
| 1     | Tour Shanghai                                       | Shanghai          | Chine        | 2015  | 632         | 128    |
| 2     | Pingan International Finance Center                 | Shenzhen          | Chine        | 2017  | 599         | 115    |
| 3     | Lotte World Tower                                   | Séoul             | Corée du Sud | 2017  | 554,5       | 123    |
| 4     | CTF Finance Centre                                  | Canton            | Chine        | 2016  | 530         | 111    |
| 5     | Taipei 101                                          | Taipei            | Taïwan       | 2004  | 508         | 101    |
| 6     | Shanghai World Financial Center                     | Shanghai          | Chine        | 2008  | 492         | 101    |
| 7     | International Commerce Centre                       | Hong Kong         | Hong Kong    | 2010  | 484         | 108    |
| 8     | Landmark 81                                         | Hô Chi Minh-Ville | Viêt Nam     | 2018  | 461         | 81     |
| 9     | Petronas Twin Tower 1                               | Kuala Lumpur      | Malaisie     | 1998  | 451,9       | 88     |
| 10    | Petronas Twin Tower 2                               | Kuala Lumpur      | Malaisie     | 1998  | 451,9       | 88     |
| 11    | Zifeng Tower                                        | Nankin            | Chine        | 2010  | 450         | 66     |
| 12    | Kingkey 100                                         | Shenzhen          | Chine        | 2011  | 441,8       | 100    |
| 13    | Guangzhou International Finance Center              | Canton            | Chine        | 2010  | 438,6       | 103    |
| 14    | Jin Mao Tower                                       | Shanghai          | Chine        | 1999  | 420,5       | 88     |
| 15    | Two International Finance Centre                    | Hong Kong         | Hong Kong    | 2003  | 412         | 88     |
| 16    | CITIC Plaza                                         | Canton            | Chine        | 1996  | 390,2       | 80     |
| 17    | Shun Hing Square                                    | Shenzhen          | Chine        | 1996  | 384         | 69     |
| 18    | Eton Place Dalian Tower 1                           | Dalian            | Chine        | 2016  | 383,1       | 80     |
| 19    | Central Plaza                                       | Hong Kong         | Hong Kong    | 1992  | 373,9       | 78     |
| 20    | Tour de la Bank of China                            | Hong Kong         | Hong Kong    | 1990  | 367,4       | 72     |
| 21    | Forum 66 Tower 1                                    | Shenyang          | Chine        | 2015  | 350,6       | 68     |
| 22    | The Pinnacle                                        | Canton            | Chine        | 2012  | 350,3       | 60     |
| 23    | Tuntex Sky Tower                                    | Kaoshiung         | Taïwan       | 1997  | 347.5       | 85     |
| 24    | The Center                                          | Kaoshiung         | Taïwan       | 1997  | 347.5       | 73     |
| 25    | Wuxi International Finance Square                   | Wuxi              | Chine        | 2014  | 339         | 68     |
| 26    | Chongqing World Financial Center                    | Chongqing         | Chine        | 2015  | 338.9       | 72     |
| 27    | Tianjin Modern City Office Tower                    | Tianjin           | Chine        | 2016  | 338         | 65     |
| 28    | Tianjin World Financial Center                      | Tianjin           | Chine        | 2011  | 336.9       | 75     |
| 29    | Shimao International Plaza                          | Shanghai          | Chine        | 2006  | 333.3       | 60     |
| 30    | Minsheng Bank Building                              | Wuhan             | Chine        | 2008  | 331         | 68     |
| 31    | China World Tower                                   | Pékin             | Chine        | 2010  | 330         | 74     |
| 32    | Yuexiu Fortune Center Tower 1                       | Wuhan             | Chine        | 2017  | 330         | 69     |
| 33    | Zhuhai St. Regis Hotel & Office Tower               | Zhuhai            | Chine        | 2017  | 330         | 67     |
| 34    | Hon Kwok City Center                                | Shenzhen          | Chine        | 2017  | 329,4       | 80     |
| 35    | Tour Keangnam de Hanoï                              | Hanoï             | Viêt Nam     | 2012  | 328,6       | 72     |
| 36    | Longxi International Hotel                          | Jiangyin          | Chine        | 2011  | 328         | 72     |
| 37    | Wuxi Suning Plaza 1                                 | Wuxi              | Chine        | 2014  | 328         | 67     |
| 38    | Deji Plaza                                          | Nankin            | Chine        | 2013  | 324         | 62     |
| 39    | Yantai Shimao No. 1 The Harbour                     | Yantai            | Chine        | 2017  | 323         | 59     |
| 40    | Wenzhou World Trade Center                          | Wenzhou           | Chine        | 2011  | 321,9       | 68     |
| 41    | Guangxi Finance Plaza                               | Nanning           | Chine        | 2017  | 321         | 68     |
| 42    | Nina Tower                                          | Hong Kong         | Hong Kong    | 2006  | 320,4       | 80     |
| 43    | Sinar Mas Center 1                                  | Shanghai          | Chine        | 2017  | 319,6       | 66     |
| 44    | Global City Square                                  | Canton            | Chine        | 2016  | 318,9       | 67     |
| 45    | Jiuzhou International Tower                         | Nanning           | Chine        | 2017  | 318         | 71     |
| 46    | Fanya International Finance Building North          | Kunming           | Chine        | 2016  | 317,8       | 67     |
| 47    | Fanya International Finance Building South          | Kunming           | Chine        | 2016  | 317,8       | 67     |
| 48    | Chongqing IFS T1                                    | Chongqing         | Chine        | 2016  | 316,3       | 63     |
| 49    | Nanjing International Youth Cultural Centre Tower 1 | Nankin            | Chine        | 2015  | 314,5       | 68     |
| 50    | MahaNakhon                                          | Bangkok           | Thaïlande    | 2016  | 314,2       | 75     |
| 51    | Moi Center Tower A                                  | Shenyang          | Chine        | 2014  | 311         | 75     |
| 52    | Menara Telekom                                      | Kuala Lumpur      | Malaisie     | 2001  | 310         | 55     |
| 53    | Pearl River Tower                                   | Canton            | Chine        | 2013  | 309,4       | 71     |
| 54    | Guangzhou Fortune Center                            | Canton            | Chine        | 2015  | 309,4       | 68     |
| 55    | East Pacific Center Tower A                         | Shenzhen          | Chine        | 2013  | 306         | 85     |
| 56    | Northeast Asia Trade Tower                          | Incheon           | Corée du Sud | 2011  | 305         | 68     |
| 57    | Shenzhen CFC Changfu Centre                         | Shenzhen          | Chine        | 2016  | 304,3       | 68     |
| 58    | Baiyoke Tower II                                    | Bangkok           | Thaïlande    | 1997  | 304         | 85     |
| 59    | Wuxi Maoye City - Marriott Hotel                    | Wuxi              | Chine        | 2014  | 303,8       | 68     |
| 60    | Diwang International Fortune Center                 | Liuzhou           | Chine        | 2015  | 303         | 72     |